# 三菱RVR
- 關於外銷版的RVR，請見「三菱ASX」。

三菱RVR（日语：三菱·RVR）乃是日本三菱汽車於1991年至2003年、2010年至2024年之間所開發生產的緊湊型多功能用途休旅車或次緊湊型跨界休旅車。自2023年起，銷往歐洲市場的三菱ASX改以第二代雷諾Captur換牌貼標的方式銷售。

## 概要
日本車壇在1980年代末期掀起一股RV車風潮，此款三菱RVR係最初登場之五門緊湊型多功能休旅車車種，並交由地區經銷體系「Car Plaza」專賣。車名取自「Recreation Vehicle Runner」之字首縮寫，第一、二代的標誌將第一個R寫成西里爾字母成為「ЯVR」，變成具有對稱性的雙向圖。在日本泡沫經濟時期，由於車側手動式滑門進出相當便利而受到歡迎，甚至還開發出電動硬頂敞篷車型。受到RV車風潮的影響，第一代RVR曾經創下326,671輛的銷售紀錄，但第二代僅出售51,634輛，不得不於2003年1月黯然退場。至於2010年2月17日發售的第三代，車體風格搖身一變成次緊湊型跨界休旅車卻仍採用RVR車名的理由，則是為了不浪費時間和經費進行銷售，遂活用三菱汽車固有的註冊商標及品牌形象。

## 歷史

### 第一代N11W/N13W/N21W/N23W/N23WG/N28W/N28WG系（1991年-1997年）
1991年 - 2月在日本正式亮相，此車款與稍晚發表的第二代三菱Chariot共用底盤平台與主要組件，可算是兄弟車。和Chariot不同的是，RVR採用短軸車身配置滑門設計以方便乘客上下車。區分成2WD的「S」、4WD的「R」及「X」等三種車型，不管哪種皆有五速手動或四速自動變速箱之設定，搭配2.0L直列四缸DOHC 4G63型引擎，具有140ps／17.5kg·m的馬力表現。同年6月追加「Z」車型，搭載1.8L直列四缸SOHC 4G93型引擎。外銷歐洲使用「三菱Space Runner」之名，美規版則稱作「三菱Expo LRV」，銷往亞洲及大洋洲則維持原名。
1992年 - 10月新增「Sports Gear」車型，安裝前保險桿金屬護欄、加寬輪弧、備胎與車尾支架等配備，後來成為熱銷的車型。除此之外，「Z」4WD車型追加1.8L直列四缸SOHC 4D65型渦輪增壓柴油引擎。同年起原廠以換牌貼標方式製造道奇Colt Wagon、普利茅斯Colt Vista Wagon、老鷹Summit Wagon，交由克萊斯勒在美國、加拿大等地銷售。
1993年 - 8月推出「Open Gear」車型，第一排座位上方設有電動硬頂敞篷，該車型獲得1993年度優良設計獎。
1994年 - 9月實施小改款，追加一具附中冷器的2.0L直列四缸DOHC 4G63T型渦輪增壓引擎，且4D65型渦輪增壓柴油引擎也追加中冷器。外觀上變更前保桿及頭燈的設計，新設「X2」、「X3」（渦輪增壓引擎附中冷器）、「Super Sports Gear」（原「Sports Gear」車型外加渦輪增壓引擎和加寬輪弧）、「Super Open Gear」（原「Open Gear」車型外加渦輪增壓引擎和加寬輪弧）等四種車型。同年臺灣中華汽車工業以進口方式導入三菱RVR，配置1.8L直列四缸SOHC 4G93型引擎。
1995年 - 5月實行部分改良，調校渦輪增壓柴油引擎以符合新的汽車廢氣排放標準，並變更車色塗裝。
1996年 - 5月再度實施小改款，「Sports Gear」車型僅配置2.0L引擎，新設立「Sports Gear Z」車型，駕駛座安全氣囊成為全車系之標準配備。
1997年 - 1月追加具備全車空力套件的「Hyper Sports Gear Z」、「Hyper Sports Gear R」；同時發售特仕車「Sports Gear V20」，以「Sports Gear」為基礎加裝ABS防鎖死煞車系統、Keyless免鑰匙感應式門鎖等配備。同年10月，第一代車種正式停產。

#### 運動賽事
1996年拉力賽車手增岡浩駕著原型賽車參加巴黎達卡拉力賽，最後獲得綜合第6名的成績，這輛車的機械構造與參賽的三菱Pajero原型賽車幾乎相同：
- 引擎排氣量：2,416c.c.
- 最大馬力：300hp / 4,000rpm
- 最大扭力：60kgf·m / 3,000rpm
- 最高速度：250km/h

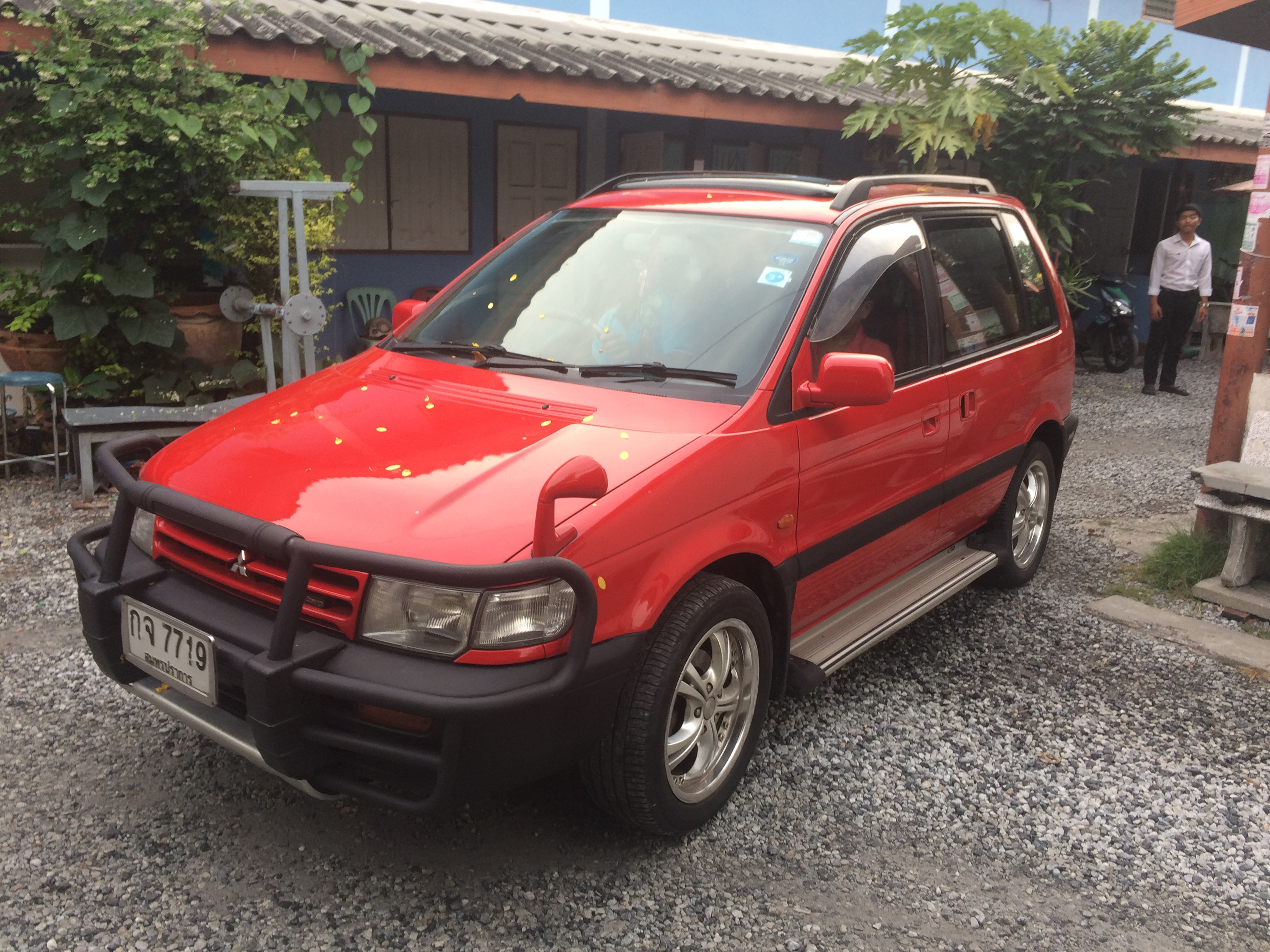
攝於泰國
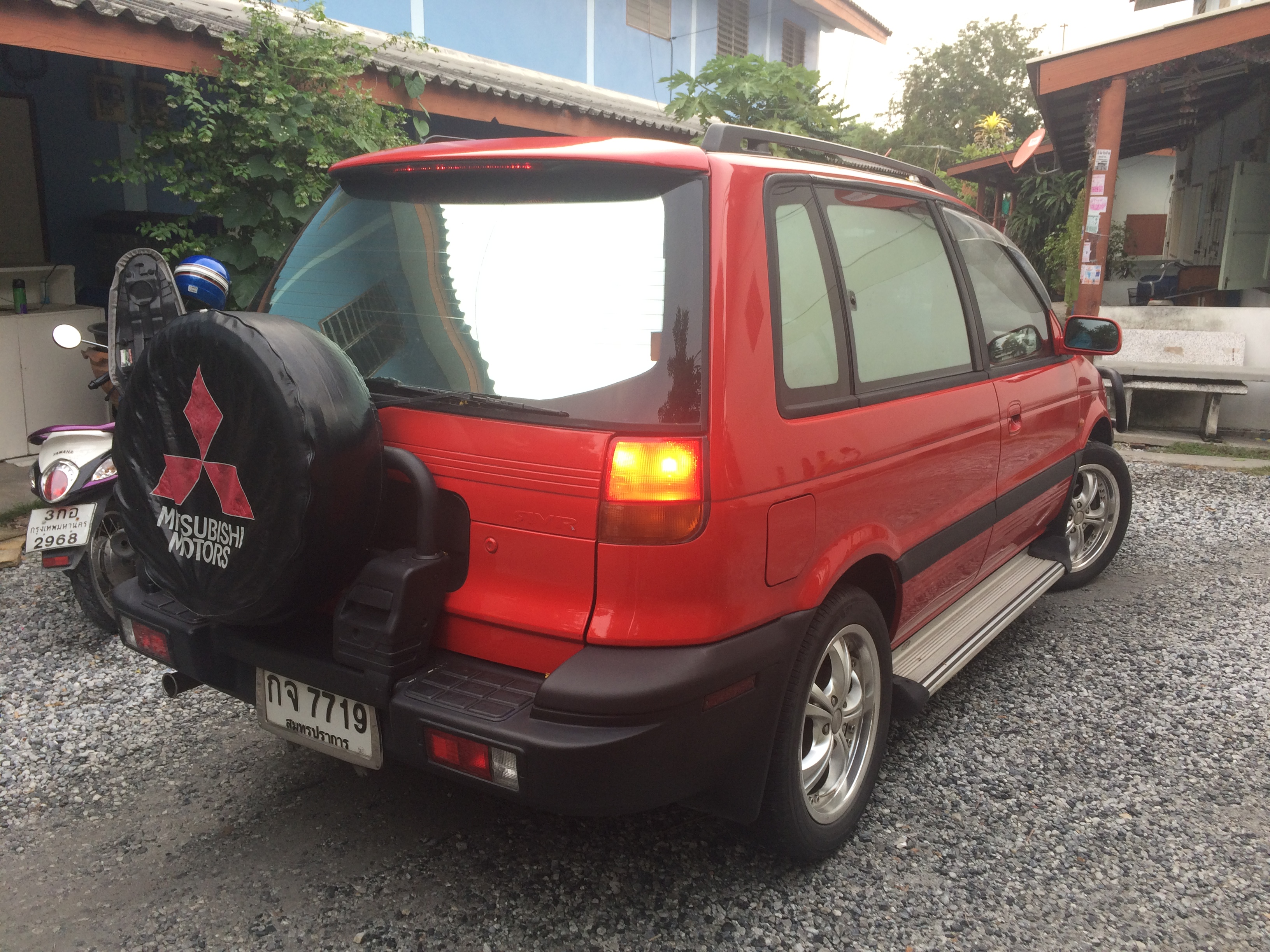
攝於泰國
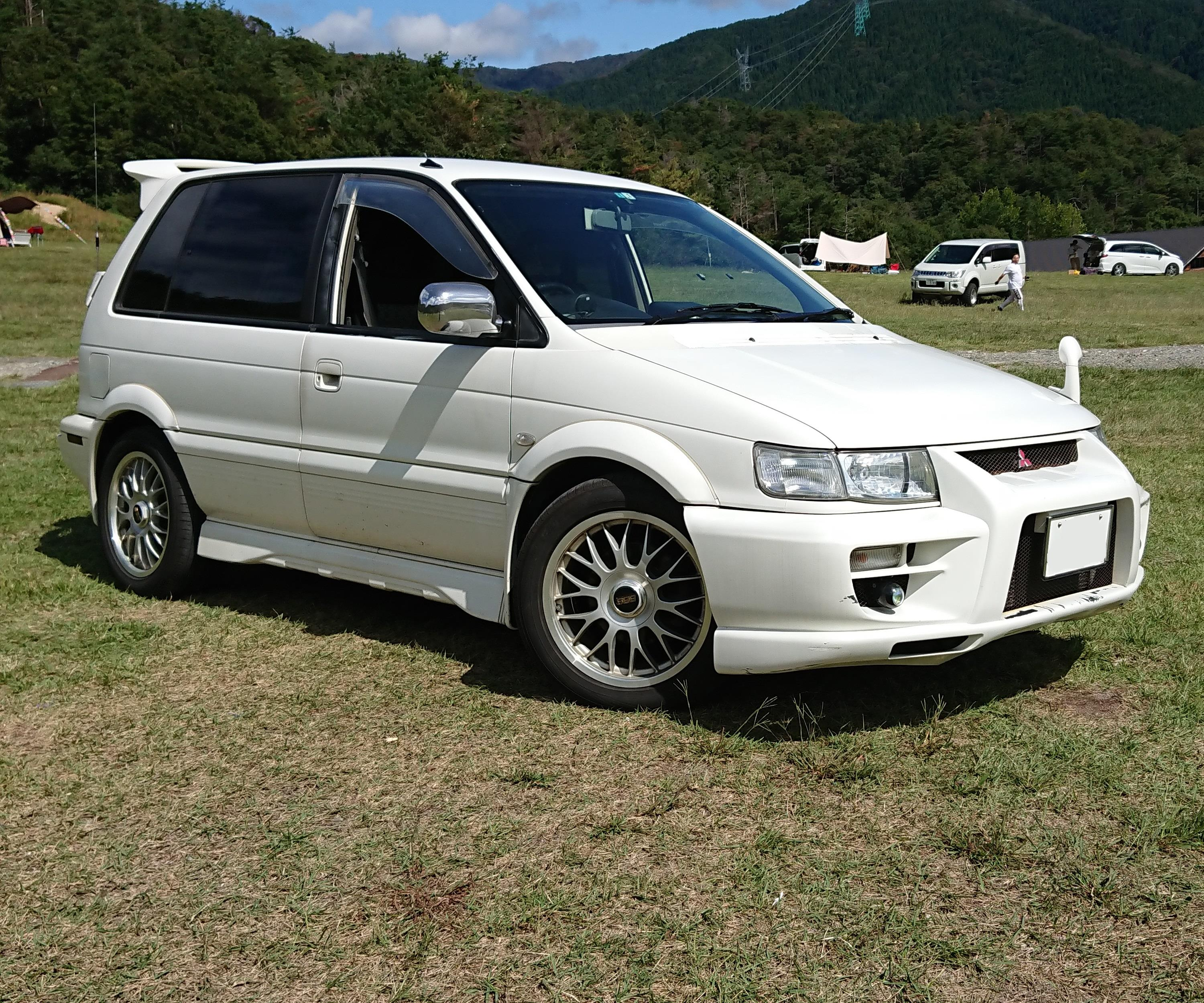
Hyper Sports Gear車頭
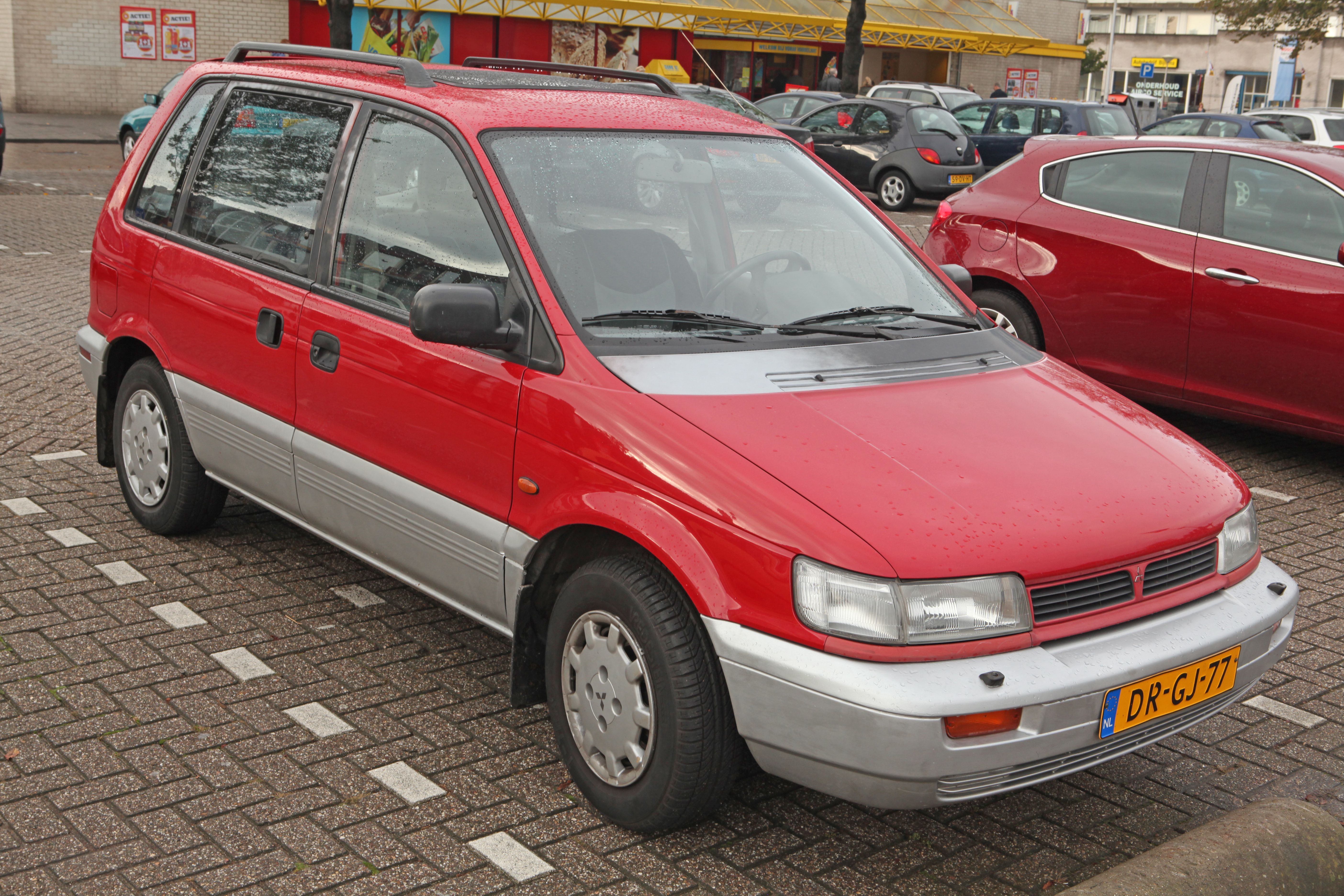
歐規Space Runner車頭
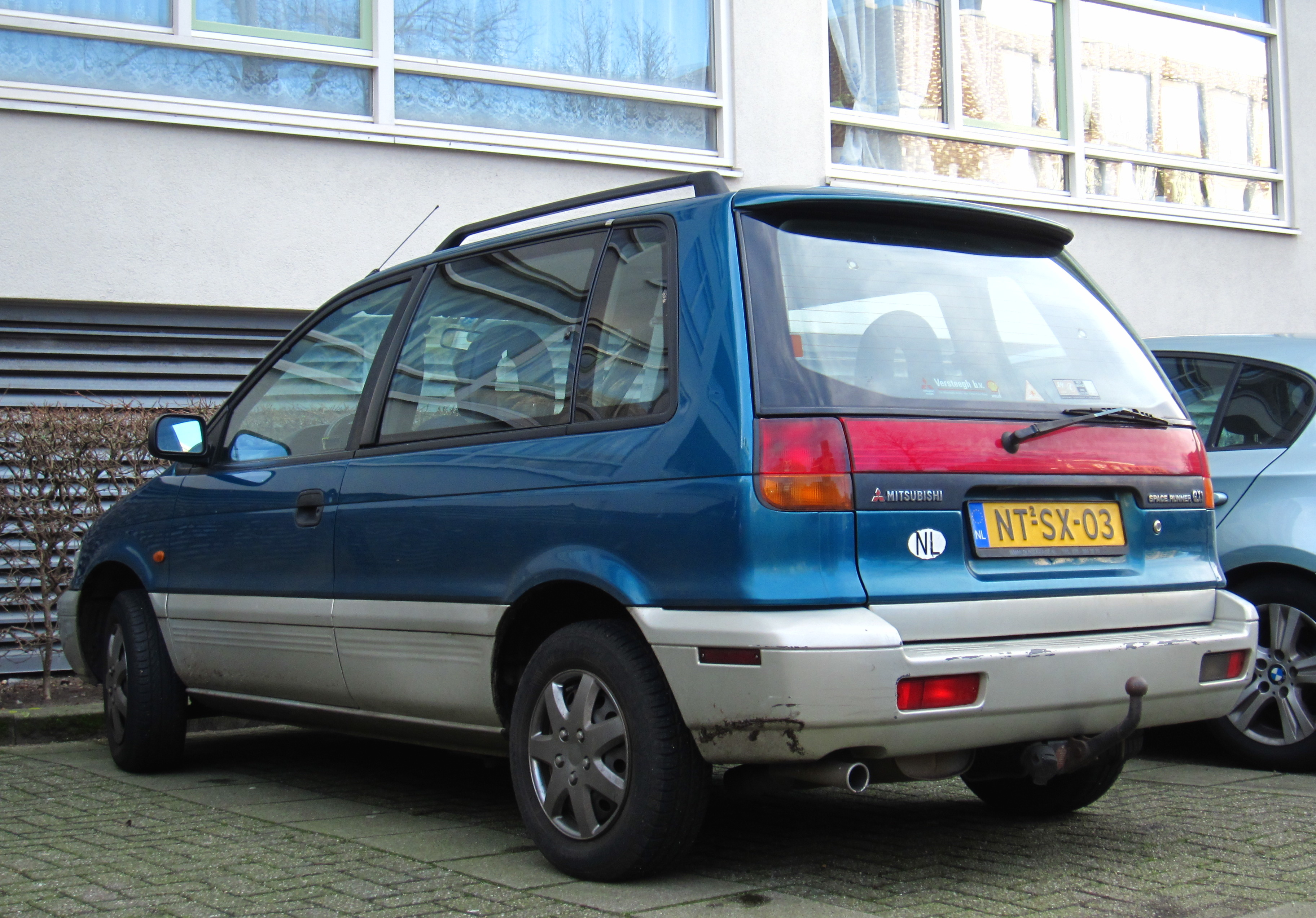
歐規Space Runner車尾
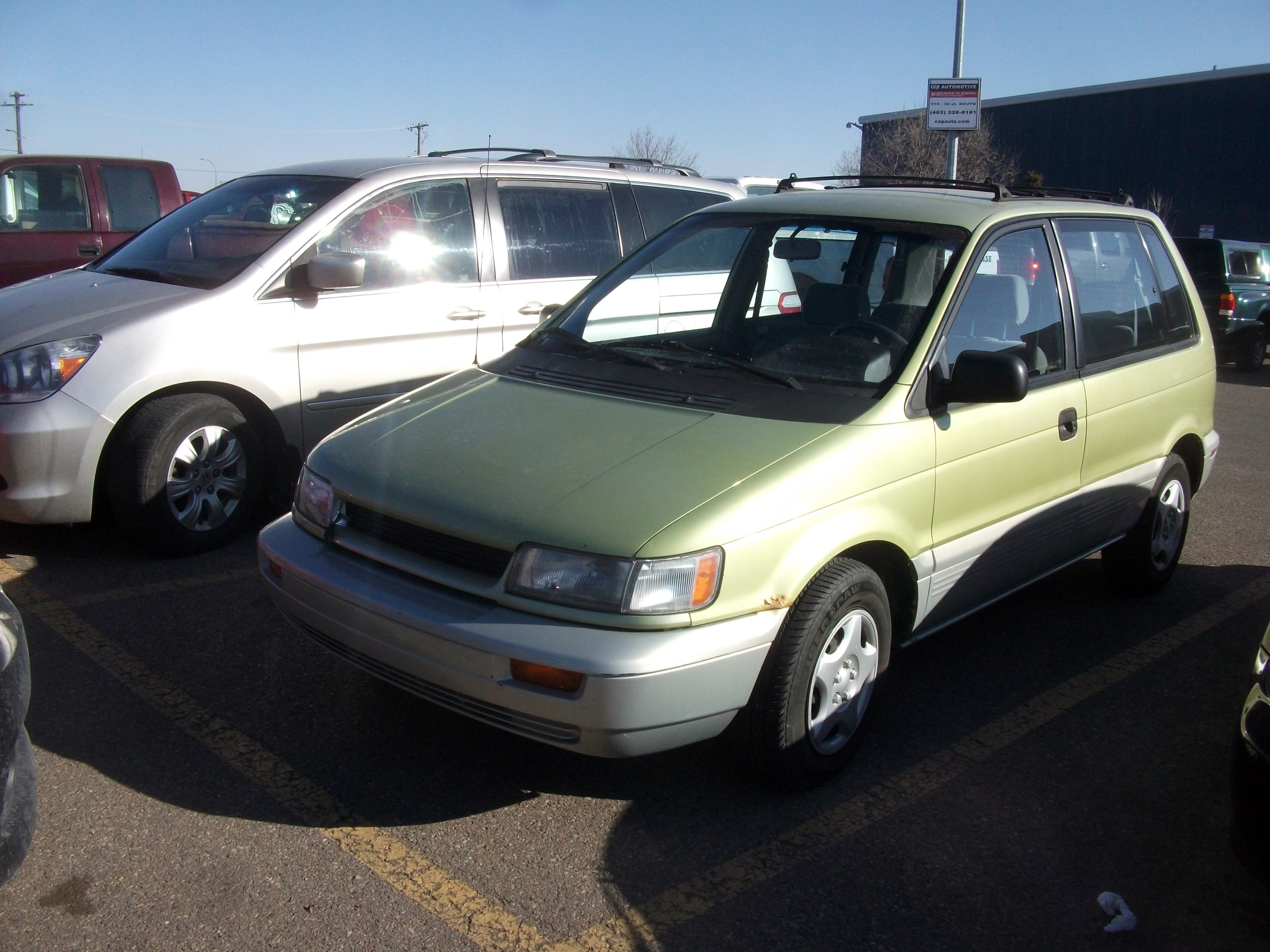
兄弟車普利茅斯Colt Vista Wagon
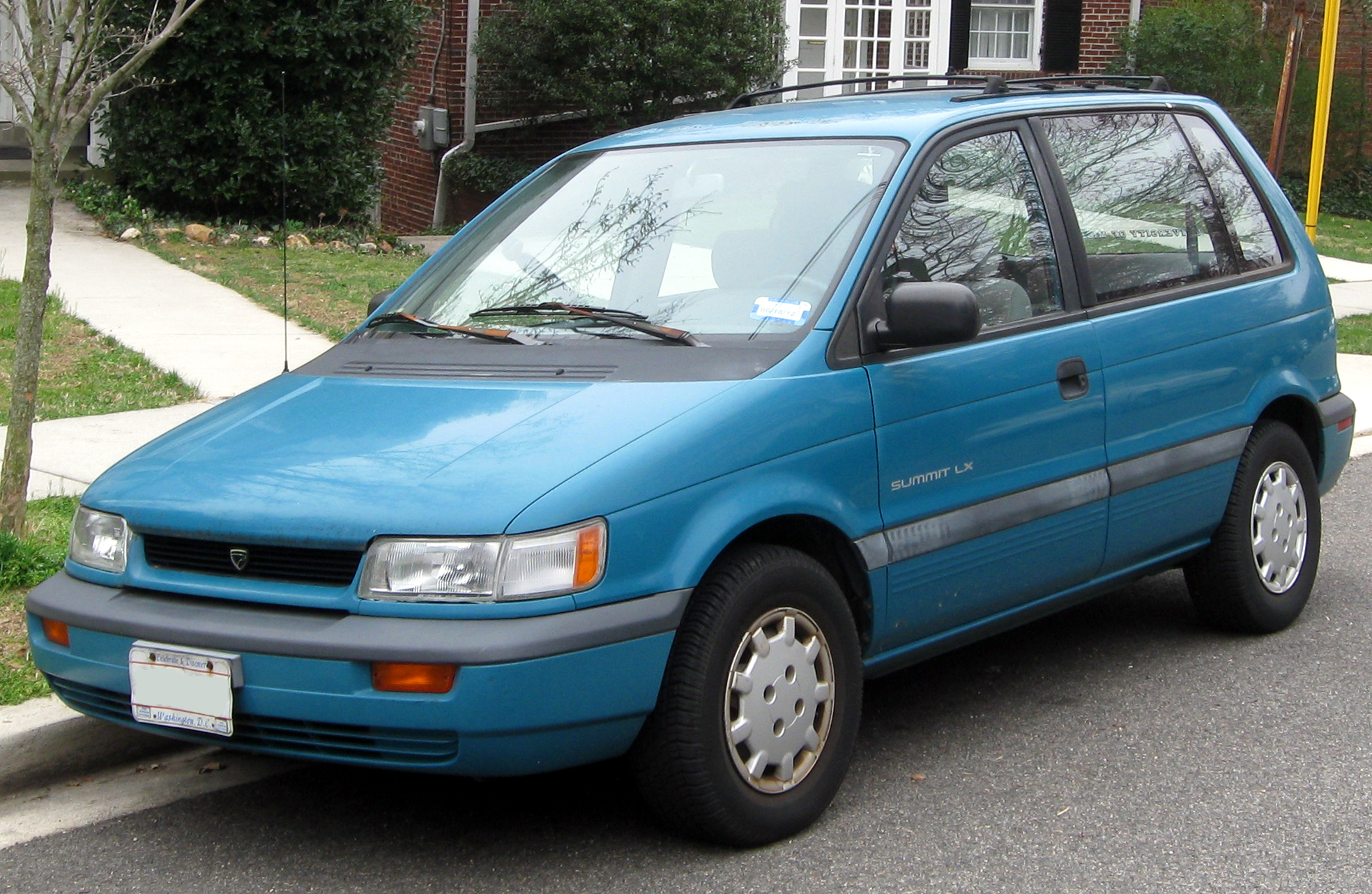
兄弟車老鷹Summit Wagon

### 第二代N61W/N64WG/N71W/N73WG/N74WG系（1997年-2003年）
1997年 - 11月原廠推出大改款的第二代RVR，和前一代同樣屬於三菱Chariot Grandis的短軸版，共用底盤平台及主要部件，而且還保留上一代的車側手動式滑門及第二排長滑軌式座椅之佈局。車型依兩種車體風格與配備多寡區分：
- 多功能休旅車式的RVR GDI：「X」、「X2」、「X2 Type S」等三種。
- 跨界休旅車式的RVR Sports Gear：「2.0X3」・「2.4X」・「2.4X2」等三種。

此代車款並沒有外銷美國市場（墨西哥除外），歐規版仍然稱作「三菱Space Runner」。
1999年 - 1月13日追加最高階的「Super Exceed」車型，包含棕色座椅內裝、木頭紋路的中控台、網狀輪圈、三菱多元通訊系統（衛星導航系統）、GDI ECO燈號、全自動空調、自動收折後照鏡、Keyless免鑰匙感應式門鎖等裝備。10月14日實行小改款，追加「Sports Gear Aero」車型，包含全新空力套件及運動化內裝。車側手動式滑門從單側改成雙側，新增駕駛座中央扶手及GDI ECO燈號，取消五速手排變速系統，多功能休旅車式的RVR GDI統整為「X」、「Exceed」・「Super Exceed」等三種車型。
2002年 - 8月日本市場正式停產。

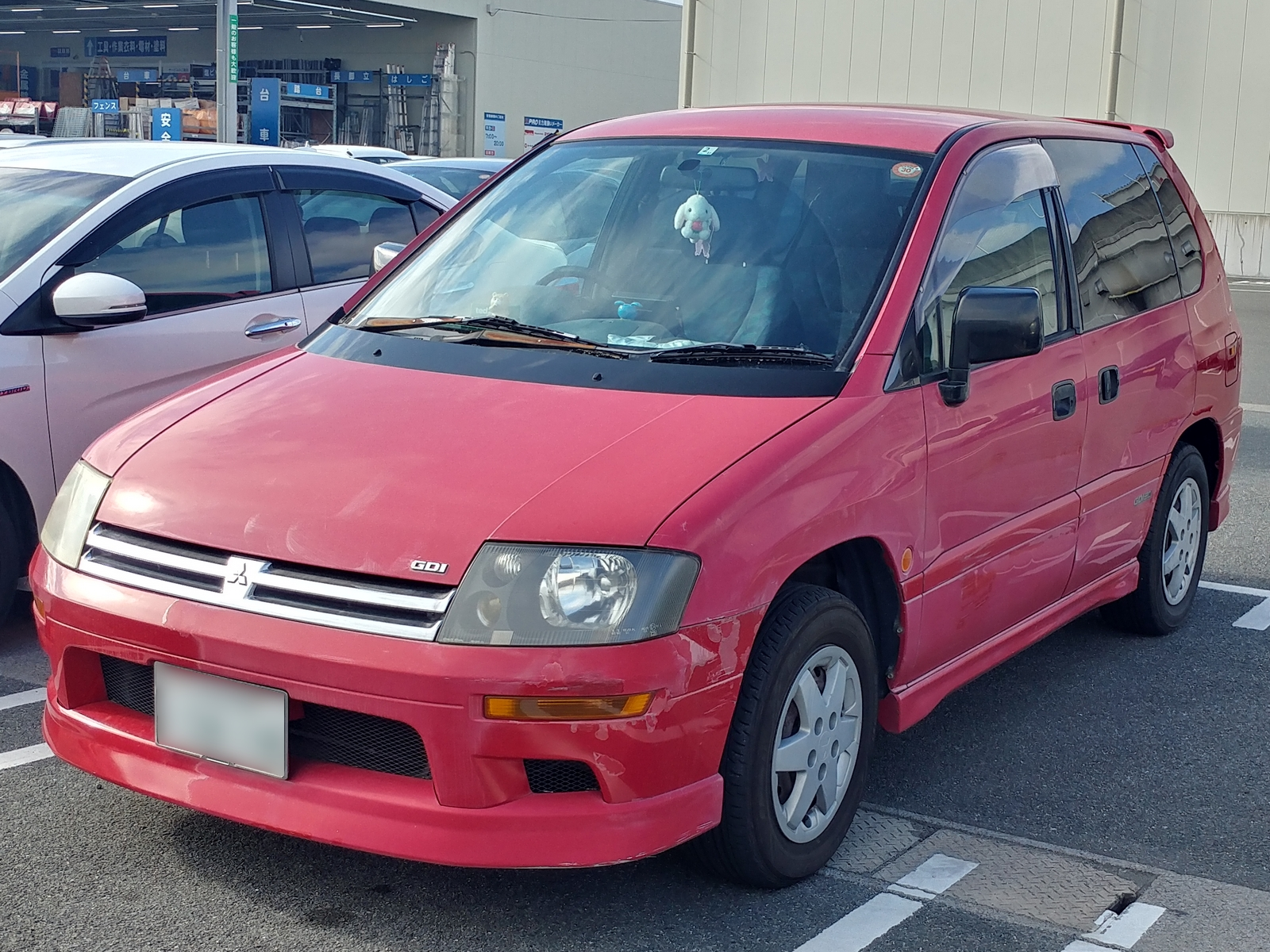
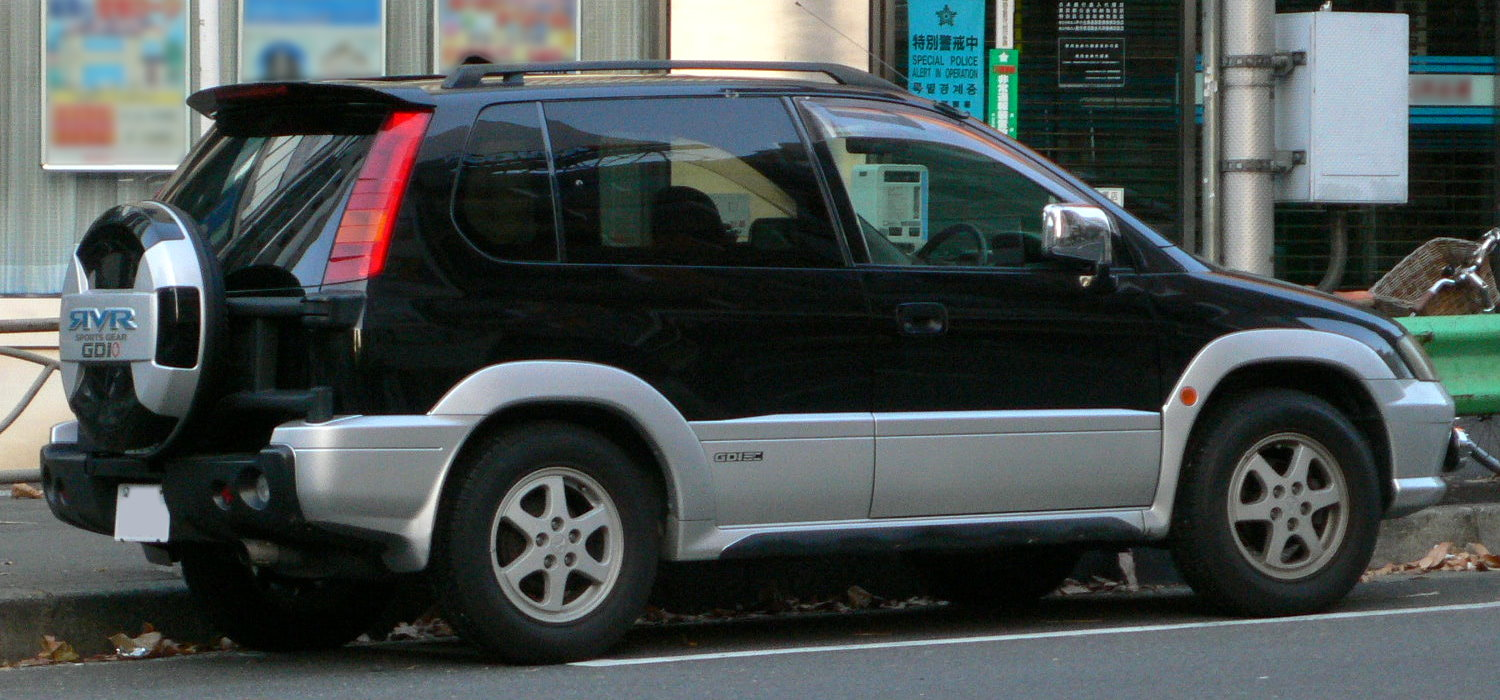
前期型車尾
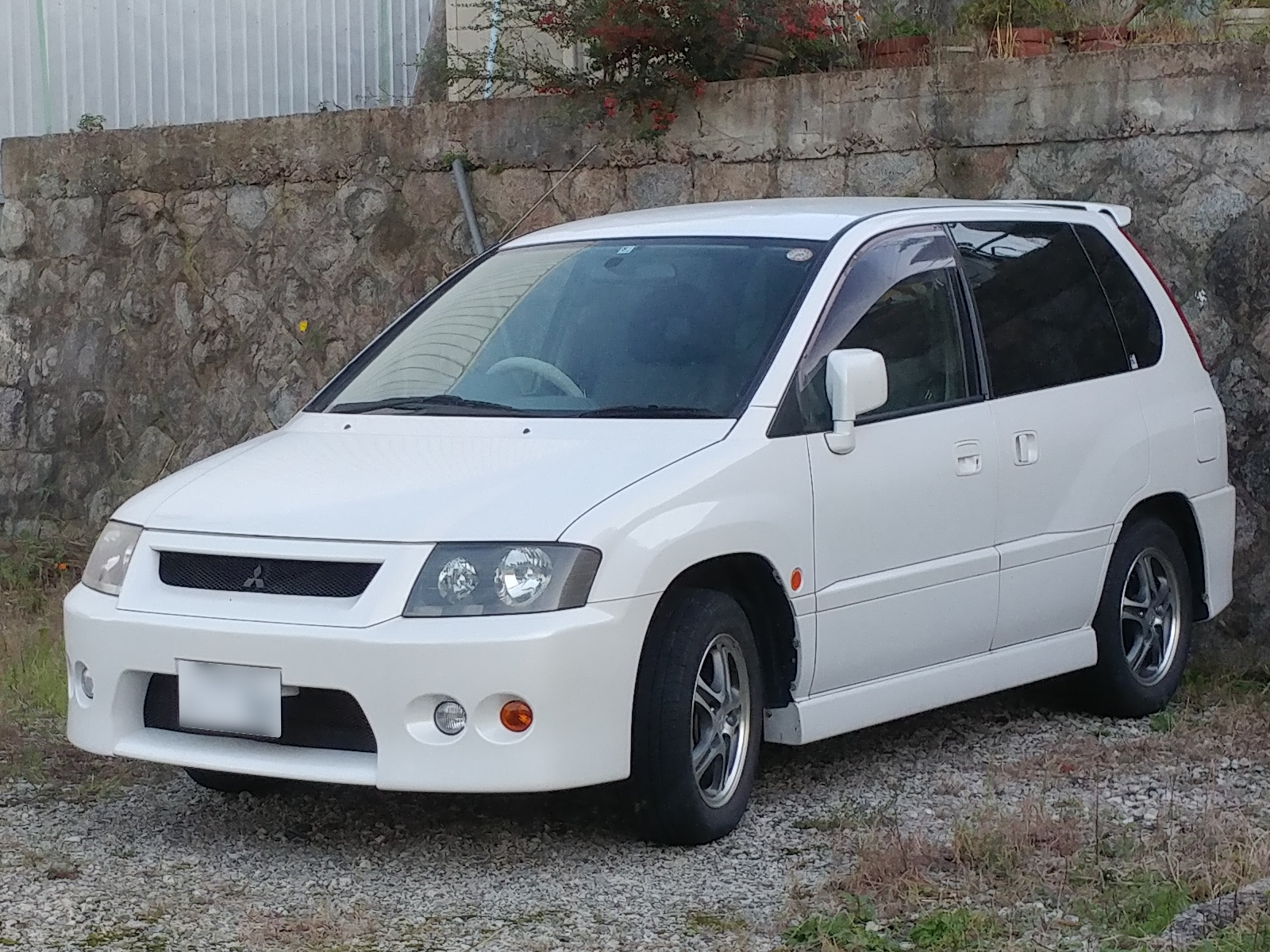
Sports Gear Aero車頭
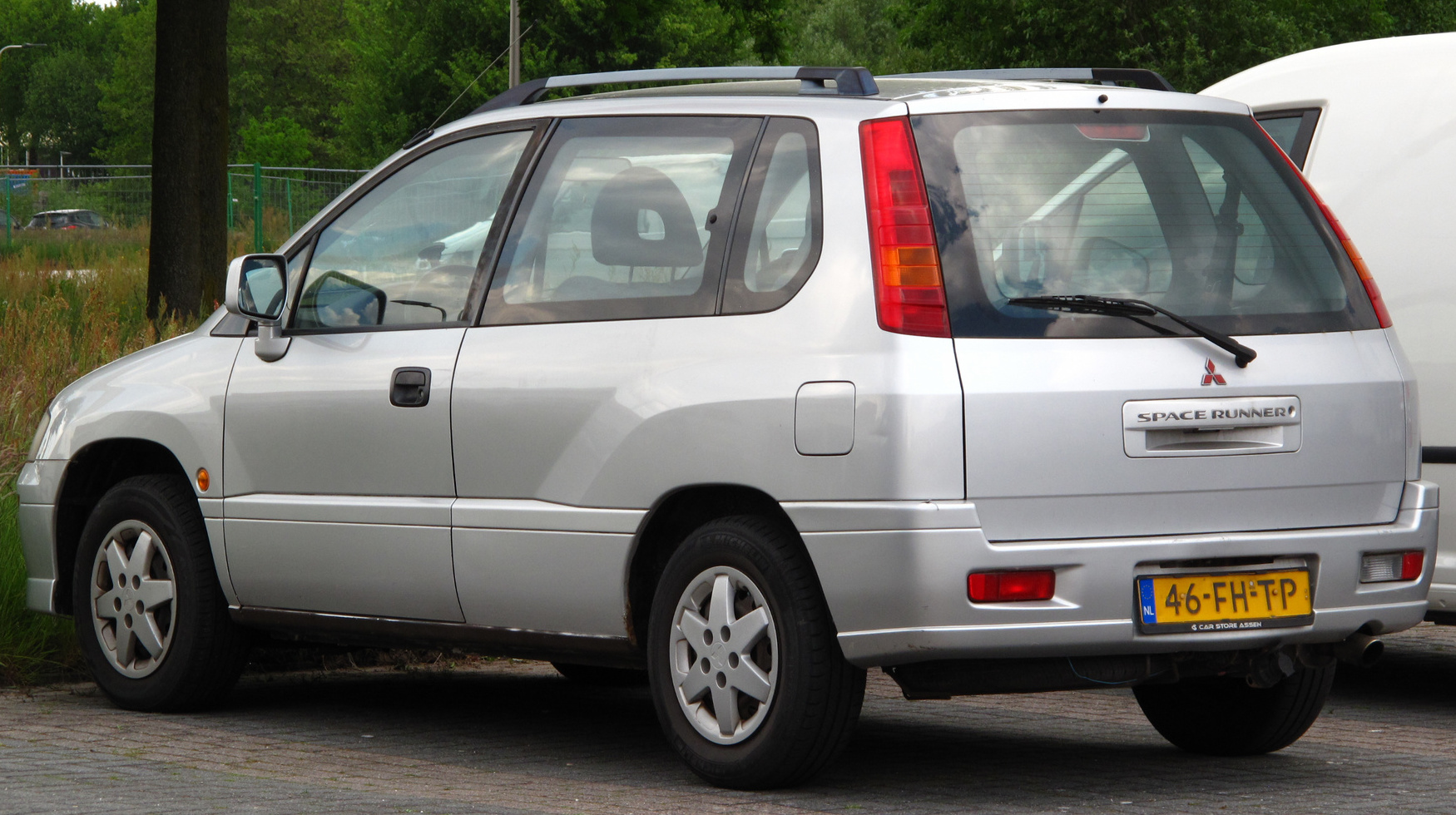
歐規版後期型車尾

### 第三代GA/XA/XB/XC/XD系（2010年-2024年）
詳情請參照三菱ASX。

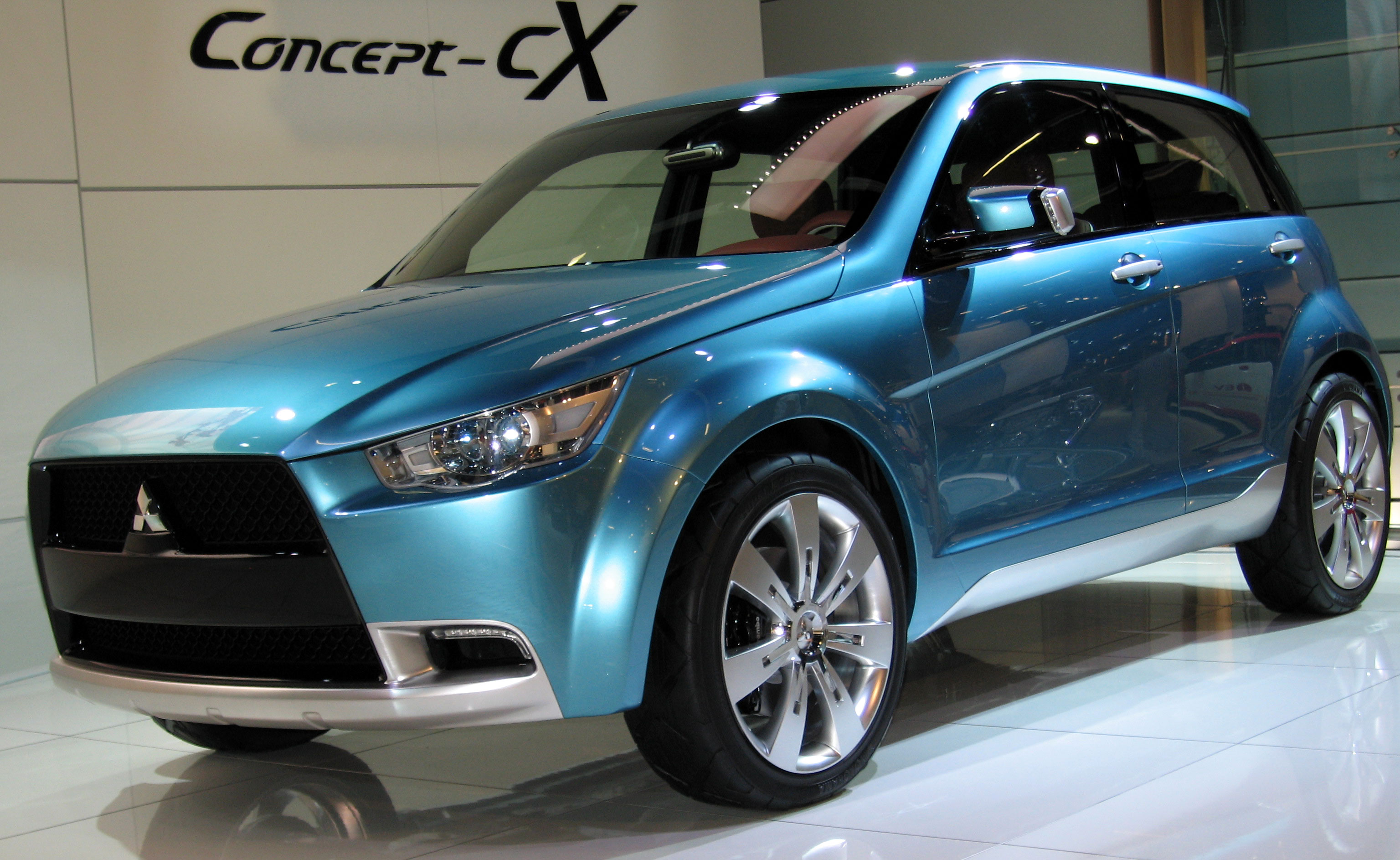
Concept-cX概念車

2007年 - 7月開幕的第62屆法蘭克福車展上，三菱汽車公開「Concept-cX」概念車，其外型設計影響了日後上市的RVR。
2010年 - 2月17日大改款的第三代RVR在日本正式發售，除了和三菱Galant Fortis（亦即第七代Lancer）共用三菱GS平台之外，也流用了許多零件，且車體風格搖身一變成為五門次緊湊型跨界休旅車。車頭造型也沿用Galant Fortis及第十代三菱Lancer Evolution相同的「Jet Fighter」設計理念，車身採用RISE高剛性車體結構，動力來自1.8L直列四缸DOHC 4B10型引擎，可輸出139hp / 6,200rpm的馬力、17.5kg·m / 4,200rpm的扭力；搭配INVECS-III型模擬六速CVT無段變速系統，並配合煞車動能回收系統與電動動力轉向裝置達成低油耗表現。在底盤方面，採用前輪麥花臣、後輪多連桿之懸吊設定，電子四輪傳動系統和Galant Fortis一樣可支援 2WD、4WD Auto與4WD Lock差速器鎖定等切換模式。稍後在3月日內瓦汽車展發表上市的歐規版「三菱ASX」，則另有1.8L直列四缸DOHC 4N13型渦輪增壓柴油引擎搭配六速手動排檔變速箱的組合。
原廠於同年4月23日開幕的第11屆北京國際汽車展覽會公開展示三菱RVR，後來8月24日採取進口的方式上市，叫做「三菱ASX勁炫」。所配置的動力為2.0L直列四缸DOHC 4B11型引擎，配合INVECS-III型模擬六速CVT無段變速系統，分成二驅及四驅等車型。
2011年 - 6月2日日本推出「ROADEST」特仕車，具有全新設計的前保桿、位於霧燈旁的直列式LED日行燈、五幅雙柱式輪圈，內裝方面則改採鋼琴木飾板、電鍍空調旋鈕、車門電鍍門檻等。同年12月6日臺灣中華汽車工業以進口方式導入三菱ASX，區分成1.8L二驅及2.0L四驅等兩種車型，全車系標配全景天窗、7具安全氣囊、雙前座雙段加熱功能、方向盤換檔撥片等。
2012年 - 3月起開始透過CXC汽車以三菱RVR之名進口至韓國市場。日本當地於同年10月18日實施第一次小改款，外觀上變更前後保桿的設計，將進氣壩做得更具立體感，霧燈旁設置C字形日行燈，換裝新設計的鋁圈；內裝上變更座椅布料，並可加價選購新型MMCS三菱多元通訊系統（（日語）三菱マルチコミュニケーションシステム）、Rockford Fosgate音響系統、具倒車顯影功能的螢幕等。動力心臟改採1.8L直列四缸DOHC 4J10型引擎，並具備AS＆G怠速熄火系統。
2013年 - 7月26日三菱宣布MMC Automotores do Brasil Ltda.開始在巴西戈亞斯州卡塔洛的工廠投產三菱ASX。
2015年 - 為了符合歐盟六期排放標準之要求，7月13日起歐規版全面換裝1.6L直列四缸SOHC DV6C型渦輪增壓柴油引擎，以取代舊有的1.8L直列四缸DOHC 4N13型渦輪增壓柴油引擎。
2016年 - 5月11日三菱汽車坦承油耗測試數據造假，暫時停止製造及銷售該車款，直至同年8月30日向國土交通省申報修正後之油耗測試數據。
2017年 - 繼美規版三菱Outlander Sport於2016年洛杉磯國際車展發表第二次小改款之後，日規版也在2月9日實行第二次小改款，最大的改變在於車頭導入家族特徵「Dynamic Shield」之造型設計，車頂換成鯊魚鰭天線，高階「G」車型換成紅色縫線座椅。
同年10月5日實施第三度小改款，外觀上變更前保險桿之設計，車尾門加上鍍鉻飾板，LED日行燈成為「G」車型之標準配備。內裝上則變更儀表板設計，追加手機置放托盤，MMCS三菱多元通訊系統新增USB端口，座椅椅面及靠背改為人工麂皮皮革。此外新設「ACTIVE GEAR」特仕車，以高階「G」車型為基礎，後視鏡殼、日行燈旁及車門下方改成橘色，搭配專屬黑色樣式17吋鋁圈，並提供灰、白、黑等三種車色塗裝，另外座椅、方向盤、排檔、手剎車等處採橘色縫線。另外可加價選購「Complete Package套件組」，包含尾翼、專屬腳踏墊、橘色點綴之輪圈及後下巴等配件。
2018年 - 9月6日實行部分改良，e-Assist智能安全系統列為全車系標準配備。
2019年 - 8月22日第四度小改款，重點擺在原廠稱作「Impact & Impulse」的車頭設計，同時換裝全新導光條式的紅白尾燈總成，並新增紅、橘、棕等三種車色選擇。高階「G」車型改為8吋的SDA（Smartphone-link Display Audio）觸控車載平台螢幕，可用Android Auto及CarPlay與手機連接，並且換裝黑色車室頂篷。同年12月12日日本當地發售「Black Edition」特仕車，以高階「G」車型為基礎加上專屬黑色樣式的水箱護罩、後視鏡、車窗框、車頂架和18吋鋁合金輪圈，並新設五種車色塗裝。另一方面，車艙鋪陳在黑色座椅、方向盤、手煞車拉桿、排檔桿頭等處搭配紅色車縫線，加上電動窗開關的黑色飾板、金屬油門及煞車踏板組，駕駛座為電動座椅，雙前座具備加熱功能。
2021年 - 7月15日實施部分改良，「G」及「Black Edition」車型將原先需要加價選購的BSW車側盲點警示系統、LCA車道變換輔助及RCTA後方來車警示系統納入標準配備，並提供鑽石白的新車色。至於內裝方面，「Black Edition」車型改採類麂皮材質且防水的座椅，中央扶手後方新增USB插孔。
2023年 - 日本市場在2月24日實行部分改良，BSW車側盲點警示系統、LCA車道變換輔助及RCTA後方來車警示系統成為全車系的標準配備，入門版「M」車型追加原「G」車型才有的後視鏡方向燈、輪拱和車頭的飾件。
2024年 - 由於日本市場銷售成績不佳，4月26日宣布正式停產，9月30日正式停售。

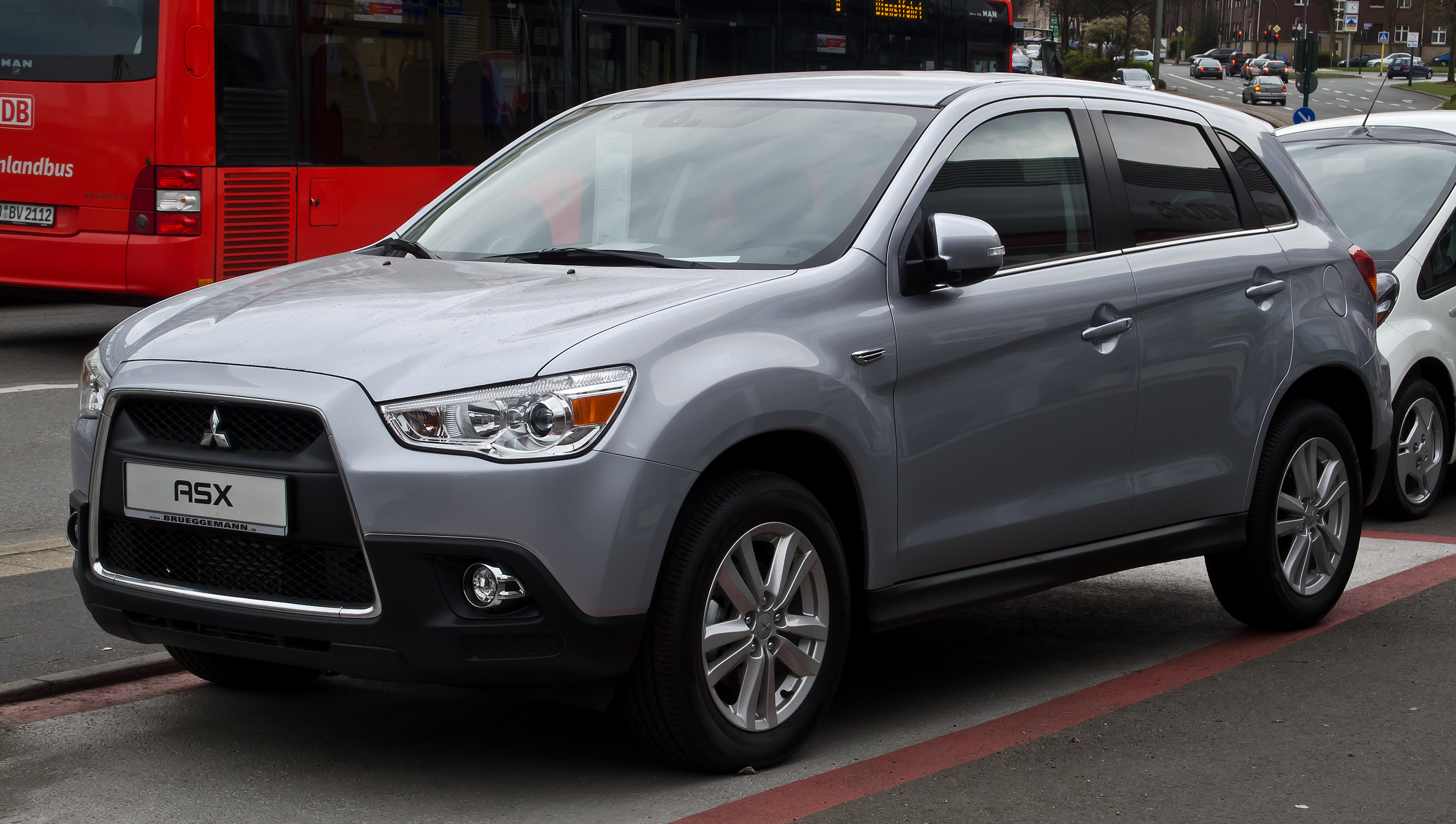
小改款前車頭
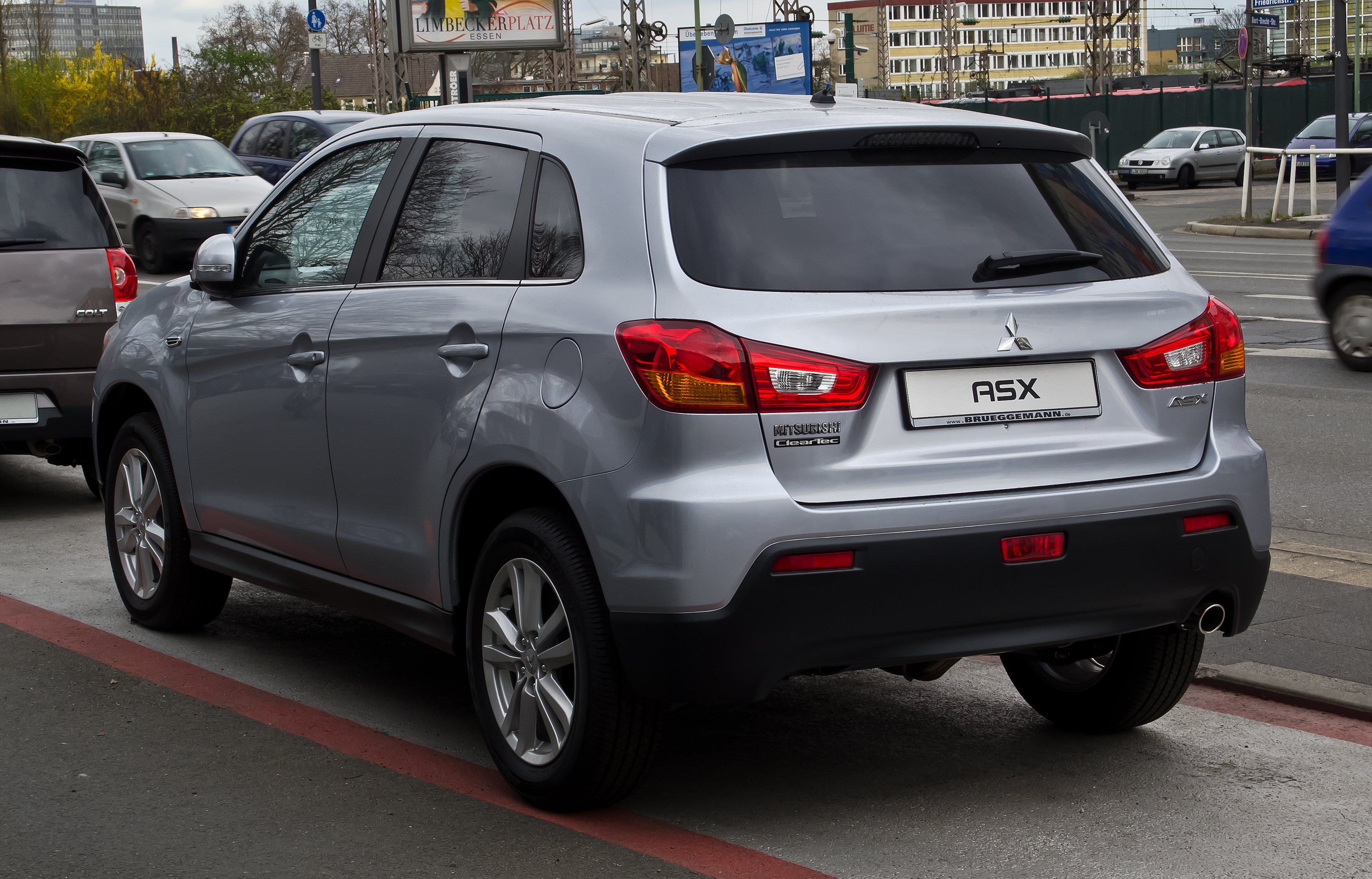
小改款前車尾
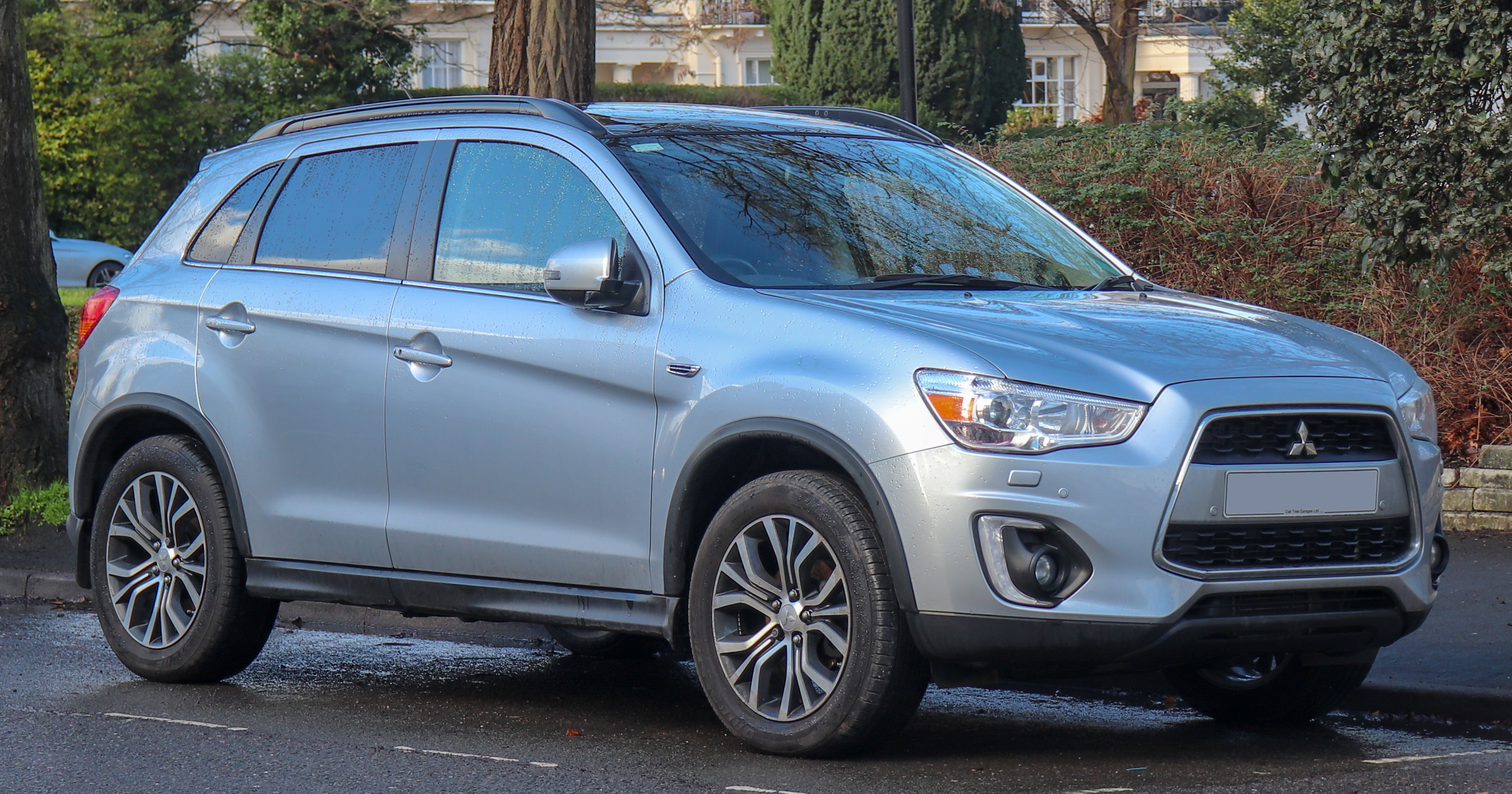
第一次小改款車頭
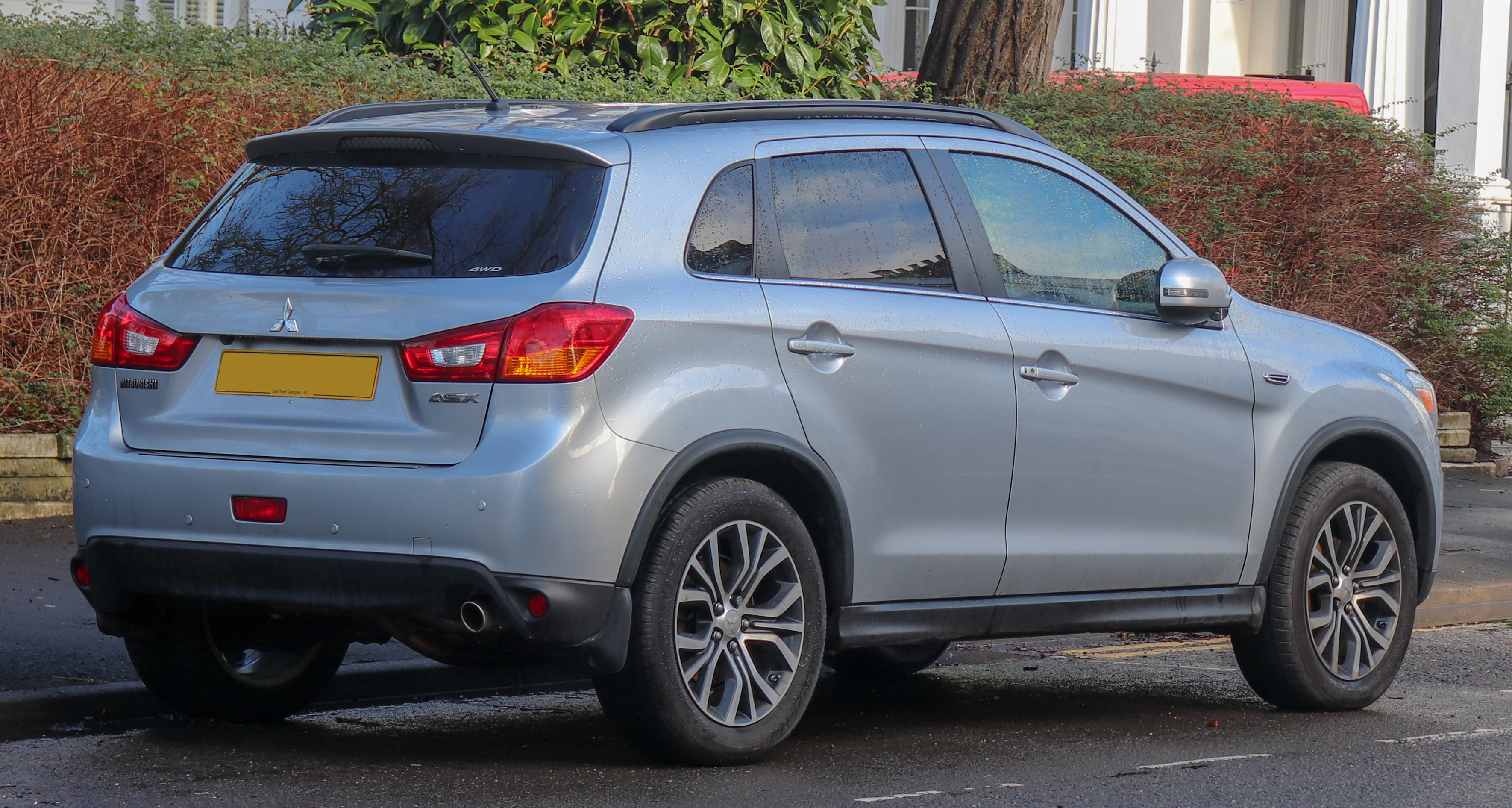
第一次小改款車尾
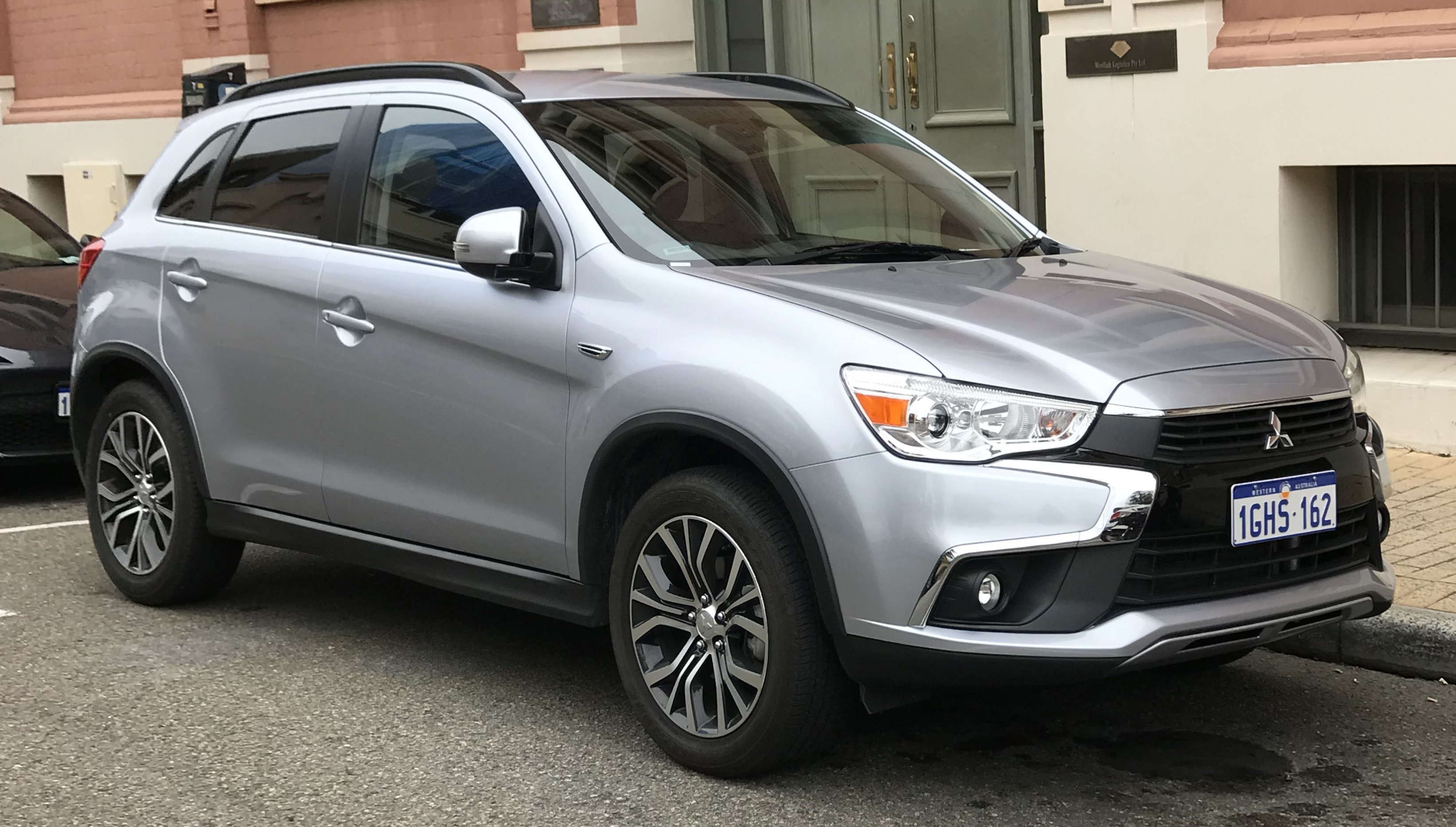
第二次小改款車頭
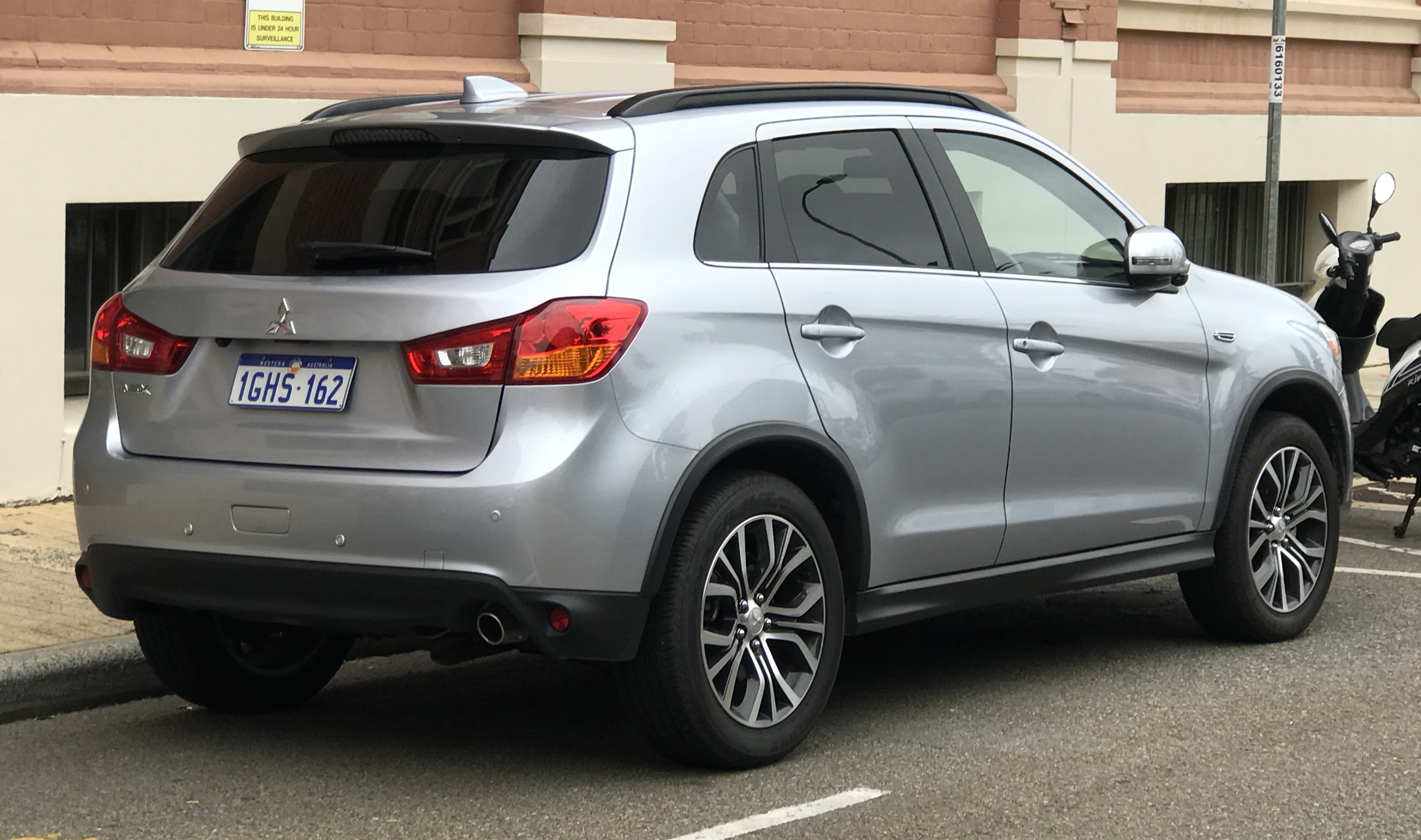
第二次小改款車尾
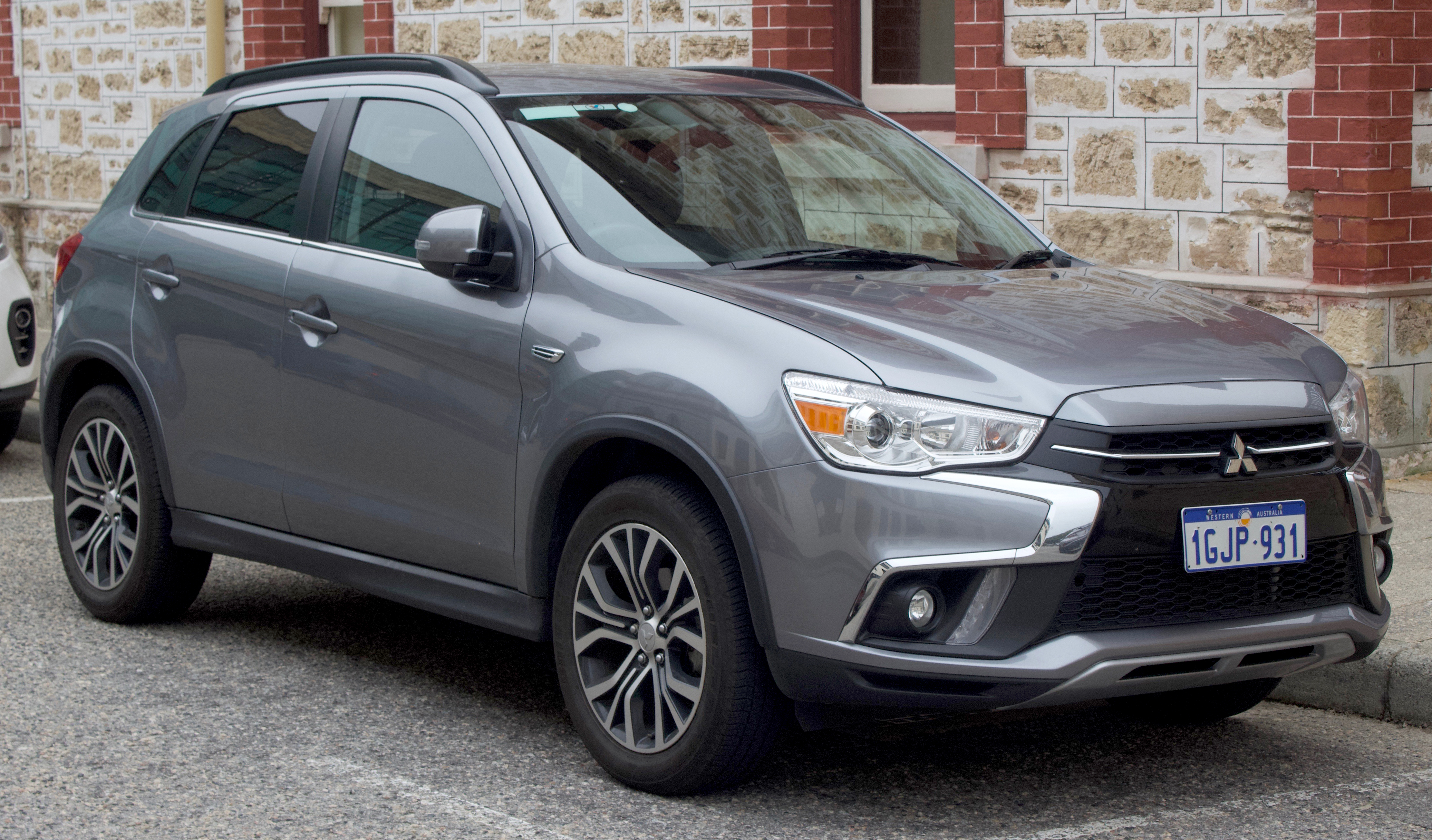
第三次小改款車頭
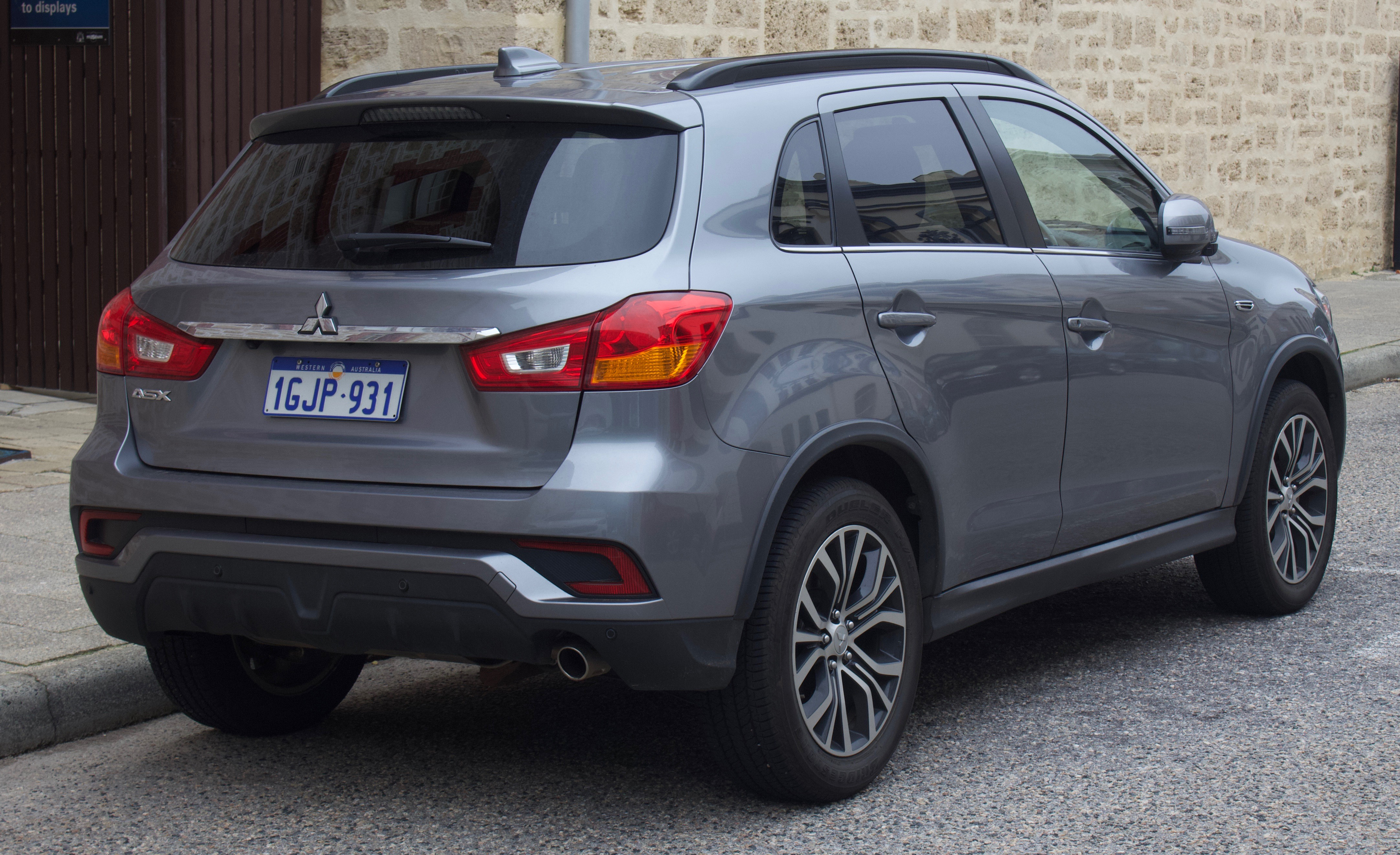
第三次小改款車尾
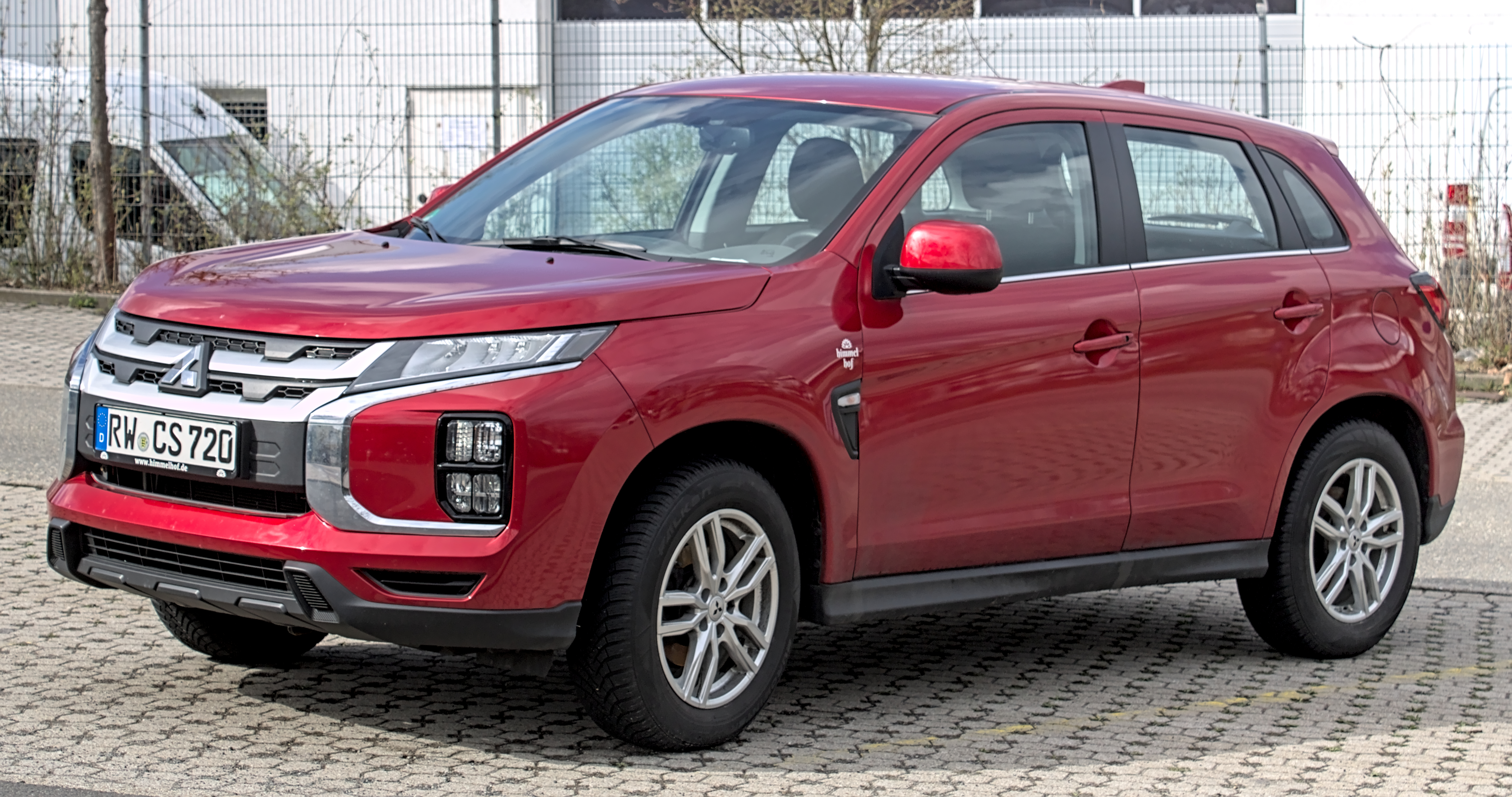
第四次小改款車頭
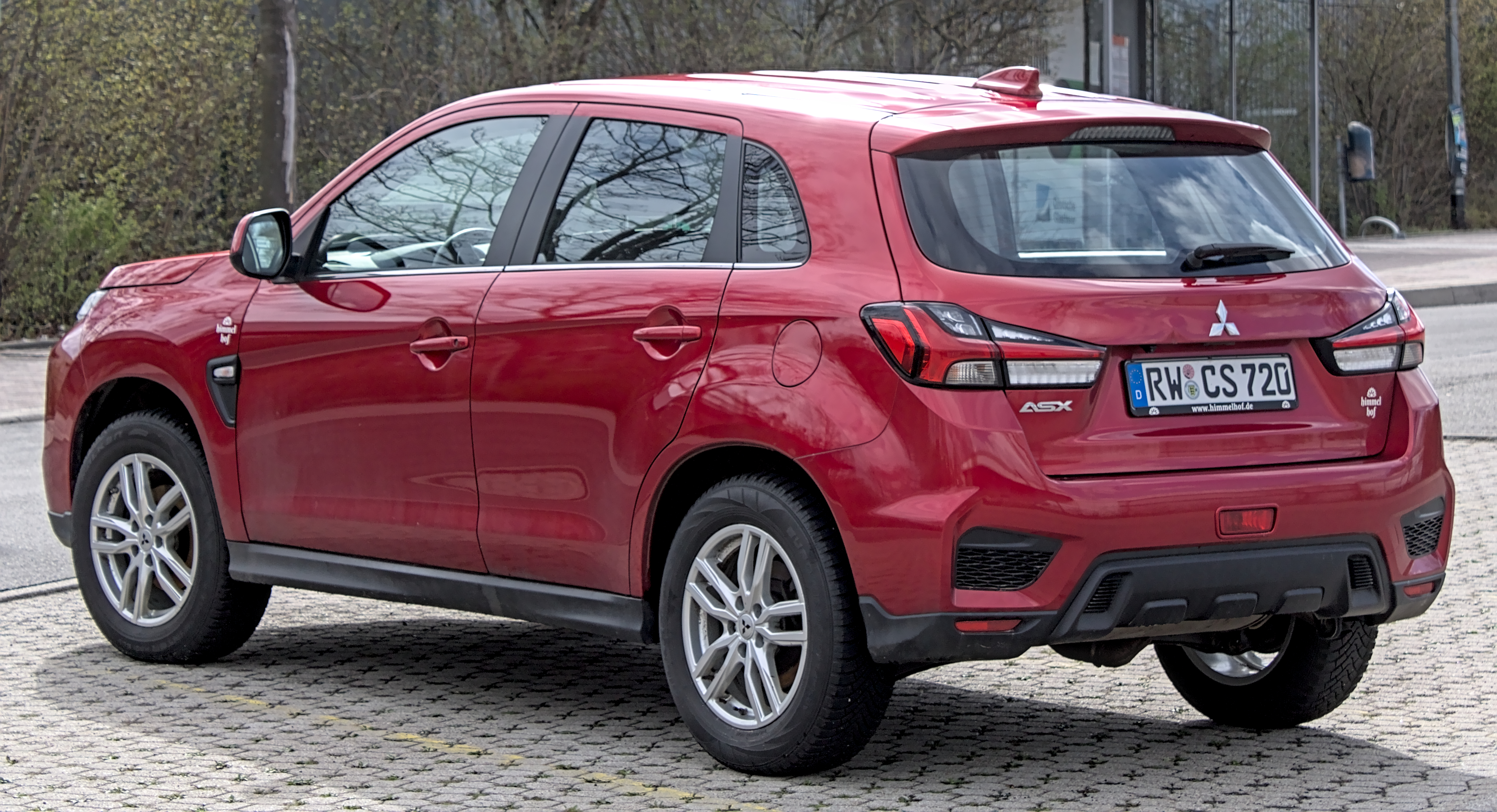
第四次小改款車尾

## 外部連結
- （日語）日本官方網站 （页面存档备份，存于）
- 美國官方網站 （页面存档备份，存于）